# 利奇山
71°55′S 164°36′E / 71.917°S 164.600°E
利奇山（英語：Leitch Massif）是南極洲的山丘，位於維多利亞地，屬於康科德山脈的西石英山脈，由新西蘭探險隊命名，現時受南極條約體系管理。